# تنظيم ضربات القلب عبر الوريد
يعد تنظيم ضربات القلب عن طريق الوريد (Transvenous pacing) إجراءً طبيا لتصحيح معدل ضربات القلب البطيء الذي يؤدي إلى أعراض خطيرة.  و تحديدا في الحالات التي لا تستجيب للأتروبين.  في كثير من الأحيان يكون هذا التنظيم عبارة عن كتلة قلب كاملة.  تشمل الخيارات الأخرى استخدام الأدرينالين أو الدوبامين و التحفيز عبر الجلد. 
تُجرى العملية مع وضع الشخص على ظهره و رأس السرير لأسفل.  ثم يتم وضع غمد مقدمة الفخذ في الوريد الوداجي الغائر الأيمن.  ثم توصيل الغطاء بمحور الغمد.  و تمرير الجهاز لمسافة 20 سم تقريبًا عبر الغمد ثم ينفخ البالون.  و بعدها يتم ضبط مصدر الطاقة على 80 نبضة في الدقيقة و المخرج عند 20 مللي أمبير، مع مراعاة الحساسية الكاملة.  بعدها يتم تحريك الجهاز حتى يتم التقاط البالون و إفراغه من الهواء.  فيتم تمديد الغطاء و تأمينه بحيث يغطي الجهاز. 
يجب التحقق من التقاط الكهرباء و نبضة 80 نبضة في الدقيقة.  و عادة ما يلزم وضع الجهاز على عمق 35 إلى 40 سم.  قم بتقليل خرج الملي أمبير حتى يتم فقدان الالتقاط ثم ضاعف الخرج لالتقاط مرة أخرى.  يتم بعد ذلك إجراء تصوير بالأشعة السينية للصدر للتأكد من وضعه و استبعاد المضاعفات المحتملة.  هذه المضاعفات تشمل عادة: اضطرابات نظم القلب و مضاعفات وضع قسطرة وريدية مركزية مثل الاسترواح الصدري. 